# Rutabaga
La rutabaga o navone, (Brassica napus subsp. rapifera Metzg.) è una pianta della famiglia delle Brassicaceae. Le sue radici vengono consumate in vari modi come alimento per l'uomo, mentre le foglie possono essere consumate come verdura a foglia. Le radici e le cime vengono anche utilizzate per l'alimentazione del bestiame, direttamente in inverno o raccolte nei campi durante le altre stagioni. In Scozia, nell'Inghilterra settentrionale e occidentale, nel Galles, nell'Isola di Man e in Irlanda esisteva la tradizione di intagliare le radici per creare jack-o'-lantern per Halloween.

## Storia

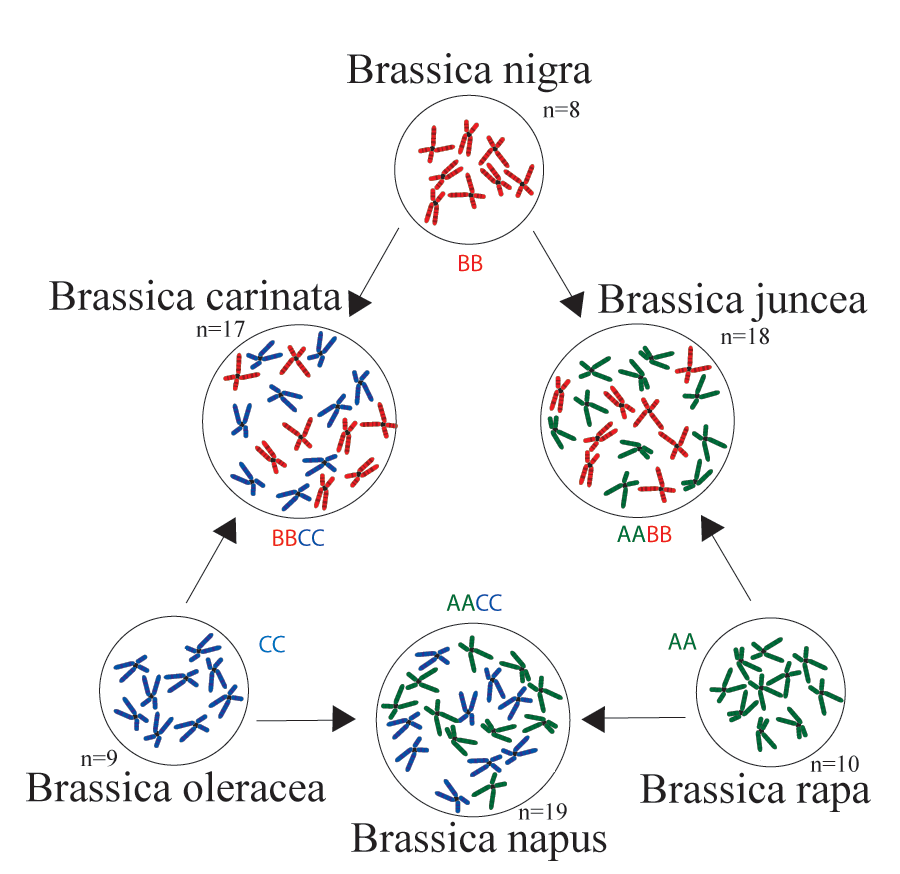
Triangolo di U che illustra la relazione tra le specie del genere Brassica

Il primo riferimento stampato noto alla rutabaga risale al 1620, quando il botanico svizzero Gaspard Bauhin ne annota la crescita spontanea in Svezia. Si ritiene che la rutabaga abbia avuto origine in Scandinavia, Finlandia o Russia.
La rutabaga ha un numero di cromosomi di 2 n = 38. Ha avuto origine dall'incrocio tra la rapa (Brassica rapa) ed il cavolo (Brassica oleracea). L'incrocio risultante raddoppiò i suoi cromosomi, diventando un allopoliploide. Questa relazione è conosciuta come il triangolo di U.
In Europa venne elevato al rango di alimento base per l'uomo, durante le due guerre mondiali, e fino al 1949 in Germania, al pari del cavolo rapa, della segale e del topinambur. Tutte queste piante si conservano bene in inverno, crescono abbastanza bene senza fertilizzanti e i loro semi sono facili da riprodurre, il che era importante nelle economie in guerra.
In Germania, le casalinghe erano incoraggiate a inventare nuove ricette utilizzando le rutabaghe: stufato tradizionale (Steckrübeneintopf), zuppa, torte, marmellata, soufflé, crauti e persino caffè, al punto che in inverno i menu prevedevano solo piatti di rape al mattino, a mezzogiorno e alla sera. Per derisione, a volte veniva stampato "Ananas della Prussia orientale" o "Ananas del Meclemburgo". La rutabaga ha mantenuto una reputazione disastrosa in Germania anche a causa del cosiddetto Steckrübenwinter (inverno della rutabaga, 1916-1917) durante il quale, a causa del blocco navale imposto dagli alleati, rimase uno dei pochi cibi disponibili.

## Descrizione
La rutabaga è una pianta da foraggio o da ortaggio (a seconda della maturità della radice).
La sua radice somiglia molto a quella della rapa ma si distingue per un colletto generalmente più affusolato, una forma generalmente più arrotondata e la colorazione esterna rosso violaceo (o anche verde) della parte superiore, mentre alcune rape le varietà hanno radici interamente bianche. Si noti che solo la radice tuberosa della rutabaga consente di distinguerla dalla colza: questi due taxa sono appartenenti alla stessa specie. Il fogliame è liscio e chiaro, quasi biancastro (quello della rapa è verde chiaro, in rilievo e ruvido al tatto).
Presenta polpa che va dal bianco al giallo aranciato. Consumata cotta, presenta gusto dolce e leggermente piccante, tipico delle Brassicaceae. La si può cucinare al forno, lessata o al cartoccio sotto le braci.

## Coltivazione
La rutabaga è adattata alle regioni temperate e tollera il gelo moderato (fino a -11° per le varietà ordinarie) purché il terreno sia ben drenato. La semina precoce viene effettuata in piena terra. La germinazione avviene non appena termina il gelo. Il trapianto (in profondità) viene effettuato quando la pianta è formata. La rutabaga veniva coltivata su larga scala soprattutto nelle regioni dal clima oceanico o addirittura nebbioso: Isole Britanniche, Scandinavia, Paesi Bassi, Germania settentrionale e Russia nord-occidentale, Francia occidentale, preferibilmente in terre forti e compatte che contribuì a migliorare. La cura consiste nella zappatura e nel diserbo. Può continuare a crescere negli inverni miti. La resa può superare le 50 tonnellate/ettaro.

## Usi

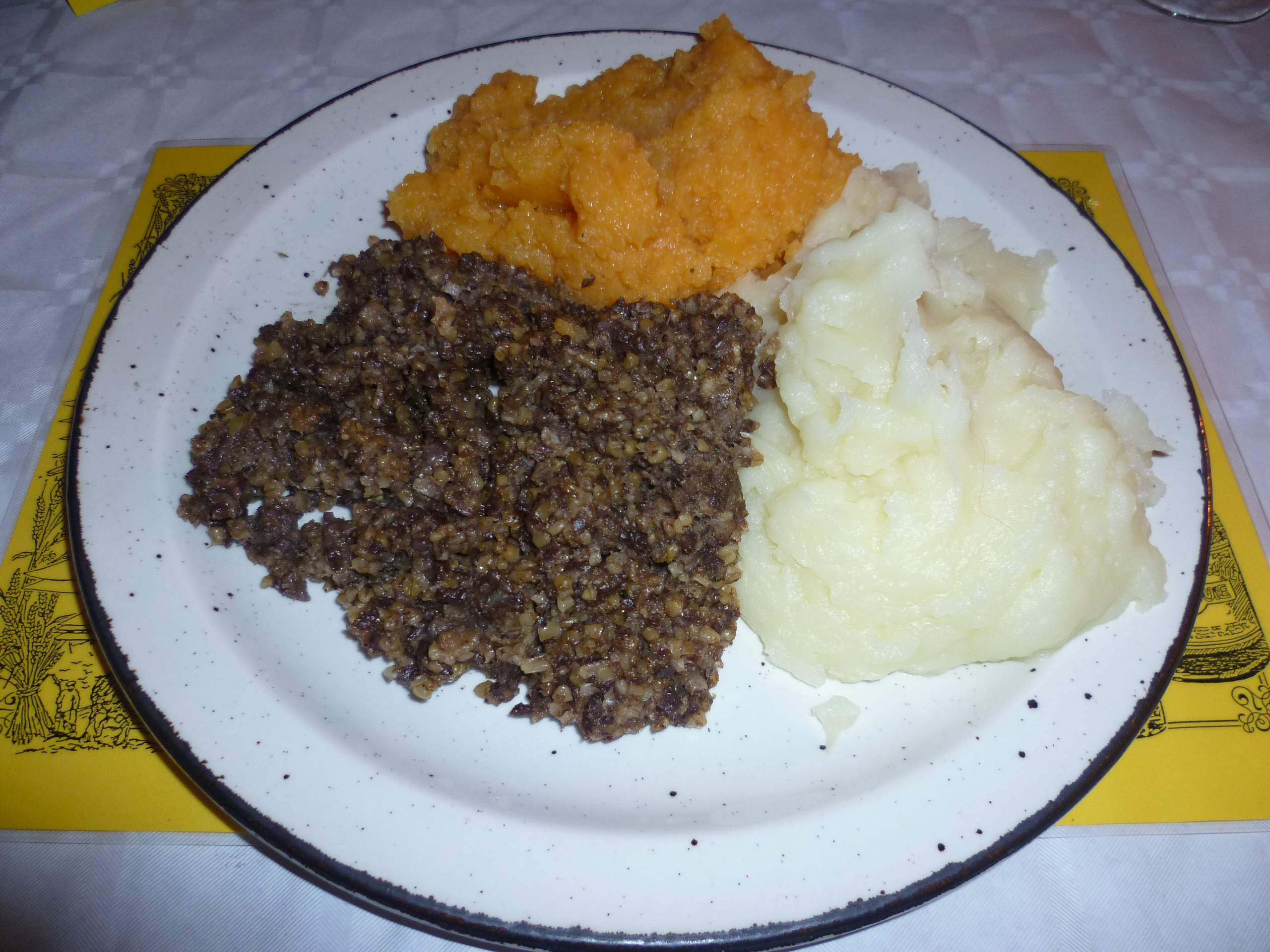
Haggis con purè di patate e purè di rutabaga

In Svezia e Norvegia, la rutabaga viene cucinata con patate e talvolta carote, e schiacciata con burro e brodo o, occasionalmente, latte o panna, per creare una purea chiamata rotmos (in svedese, letteralmente "purè di radici").
I finlandesi mangiano e cucinano la rutabaga in molti modi diversi: è l'ingrediente principale del famoso piatto natalizio lanttulaatikko (sformato di rutabaga), uno dei tre principali sformati serviti durante il Natale finlandese, insieme agli sformati di patate e carote. Nella cucina finlandese le rape svedesi vengono anche arrostite, cotte al forno, bollite e grigliate.
In Inghilterra, la rutabaga viene bollita con le carote e schiacciata o frullata con burro e pepe macinato. Spesso l'acqua di cottura aromatizzata viene conservata per preparare zuppe o come aggiunta al sugo.
In Scozia, le rutabaghe (neeps) e le patate, bollite e schiacciate separatamente, vengono servite come neeps and tatties (tatties essendo il termine scozzese per patate), insieme alla portata principale di haggis (il piatto nazionale scozzese).
Nella vallata del Chiampo (provincia di Vicenza) è tradizione mescolare la polpa lessata e macinata del navone all'impasto delle salsicce, insaccando e producendo così la "cincionela co' la rava".
Le varietà da foraggio erano e sono ancora talvolta utilizzate per nutrire bovini e ovini al pascolo (fogliame e parte fuori terra della radice). La rutabaga è molto popolare tra i cavalli. In condizioni molto difficili si è preferita alla barbabietola da foraggio che generalmente ha una resa maggiore ma è più difficile da coltivare.